# Marienchorstraße 1 a (Stralsund)

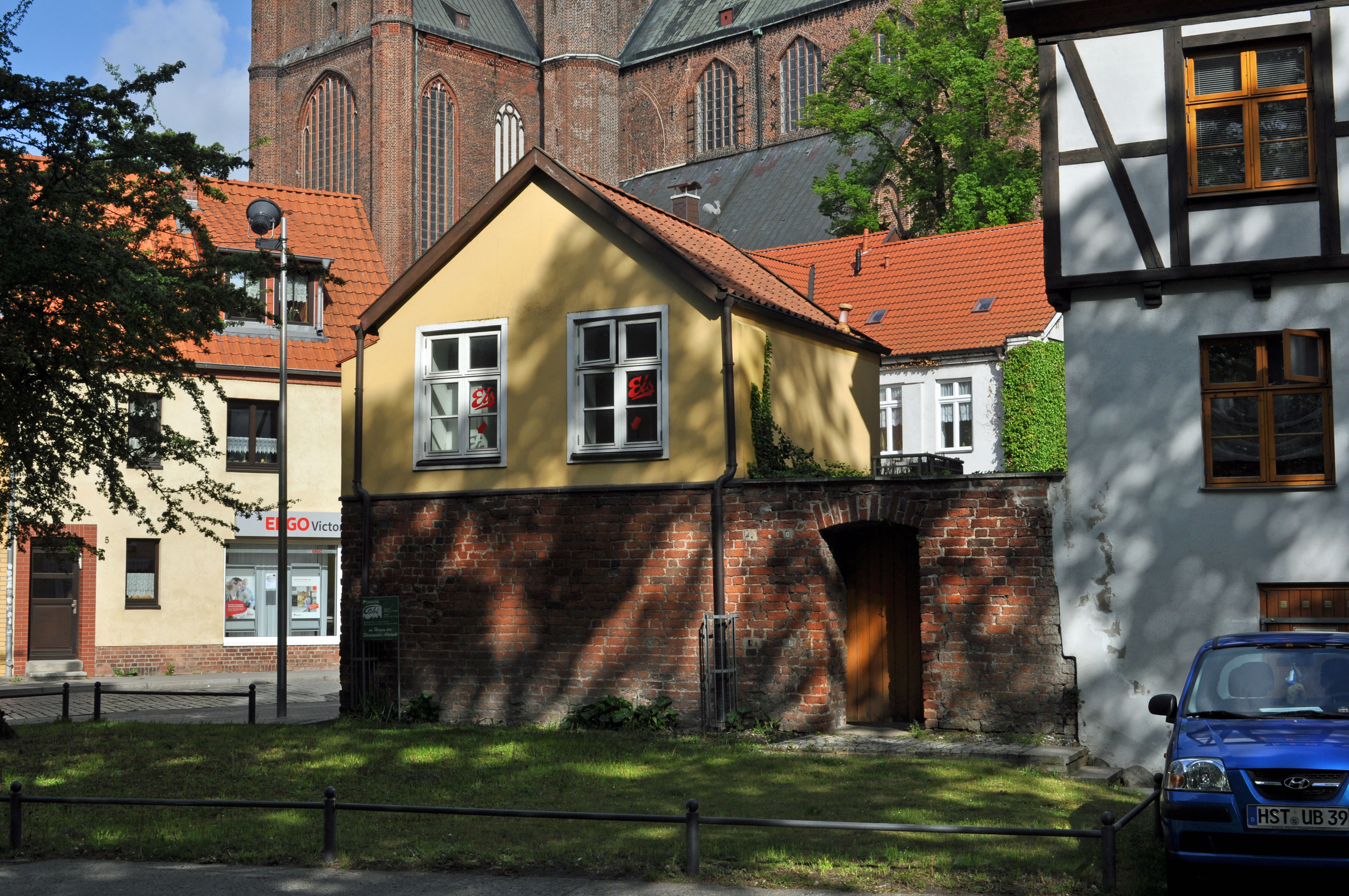
Das Haus Marienchorstraße 1 a in Stralsund (2012)

Das Gebäude mit der postalischen Adresse Marienchorstraße 1 a ist ein denkmalgeschütztes Bauwerk in der Marienchorstraße in Stralsund, an der Ecke zum Frankenwall.
Der Putzbau auf hohem Sockel wurde am Anfang des 19. Jahrhunderts errichtet. Er diente als Gartenhaus. Der rückwärtige Dreiecksgiebel weist ein Lünettenfenster auf.
Das Haus liegt im Kerngebiet des von der UNESCO als Weltkulturerbe anerkannten Stadtgebietes des Kulturgutes „Historische Altstädte Stralsund und Wismar“. In die Liste der Baudenkmale in Stralsund ist es mit der Nummer 851 eingetragen.